# Кадо (пойнтер)
Кадо́ (от фр. un cadeau — подарок,  15 июня 1868 — 2 мая 1875, Чудово, Новгородская губерния, Российская империя) — любимый охотничий пёс российского поэта, публициста и общественного деятеля Николая Алексеевича Некрасова. Поэт активно интересовался псовой охотой. Современные исследователи анализируют её роль в жизни и творчестве Некрасова, пытаются выявить тот объём теоретических знаний, которым владел в отношении псовой охоты поэт.
Порода Кадо — пойнтер, окрас, по утверждению большинства современников, — чёрный. Кадо был баловнем Некрасова. Ему позволялось вскакивать на обеденный стол в присутствии гостей, есть на дорогом ковре или на обивке дивана. Он жил в апартаментах поэта, как в его городской квартире, так и в загородном доме. Один из современников утверждал: Некрасов «любил этого чёрного пойнтера так, как любить собаку, может быть, и не следовало». Пёс неоднократно упоминается в стихотворениях и письмах самого Некрасова, ему посвящено стихотворение «Сражён не силой роковой», которое приписывается Некрасову.
Кадо был убит в результате случайного стечения обстоятельств во время охоты в окрестностях усадьбы Чудовская Лука, принадлежавшей Некрасову, будущей супругой поэта Зинаидой Николаевной. Судьбу Кадо затрагивали в своих статьях и монографиях многие советские и российские литературоведы, архивисты, культурологи. Среди них: доктора филологических наук Михаил Макеев и Николай Скатов, кандидат филологических наук Ирина Абрамовская, кандидат культурологии Вячеслав Лётин и другие. Отдельный очерк «Случай на охоте» посвятил псу исследователь творчества поэта, сопредседатель Некрасовского комитета Союза писателей СССР Николай Некрасов. Кадо стал героем ряда литературных произведений советского времени, в частности повести Юрия Давыдова «Вечера в Колмове», а также рассказов Нинель Максименко «Горе старой Орины» и Николая Смирнова «Гибель Кадо».

## Николай Некрасов и псовая охота
По мнению доктора филологических наук Николая Скатова, охота позволяла российскому поэту, публицисту и общественному деятелю Николаю Алексеевичу Некрасову пережить эмоциональный накал, ощутить слияние с жизнью природы, давала возможность войти в неё и стать её частью. Кроме этого, без охоты он не смог бы непосредственно и органично получить представление о жизни русской деревни. Охотник не был ни «экскурсантом-туристом», ни «оседлым барином». Сестра поэта Анна считала, что охота была для брата именно способом знакомиться с народом. Делая перерыв в литературной работе, Некрасов требовал подать к крыльцу простую телегу для еды, людей, ружей и собак. Сам же он вечером или рано утром на другой день ехал в лёгком экипаже на охоту с любимой собакой, реже с кем-то из своих друзей. Часто охота занимала у поэта несколько дней, а в отдельных случаях целую неделю или даже больше. Правда, от себя Скатов добавлял, что позднее, проживая в Чудовской Луке в Новгородской губернии, Некрасов для охоты откупал огромные территории, куда народ уже не допускался.
Охотничье общество выдало поэту патент на звание почётного члена. Некрасов разместил его на стене в своей петербургской квартире на Литейном проспекте. Историк русской литературы Александр Скабичевский писал: человек, не догадывающийся о литературных занятиях хозяина квартиры, не смог бы определить профессию хозяина и принял бы её за обиталище «спортсмена, который весь ушёл в охотничий промысел». В передней посетителей встречали егерь и пять пойнтеров, в больших шкафах вместо книг красовались штуцера и винтовки, на шкафах были размещены чучела птиц и зверей. В приёмной между окнами стояла на задних лапах медведица с двумя медвежатами. Хозяин называл её одним из своих «самых рискованных охотничьих подвигов».
Доктор филологических наук Борис Бухштаб писал о хорошей теоретической подготовке поэта в псовой охоте и называл как минимум две работы, которые Некрасов читал: книгу Наполеона Реутта «Псовая охота», вышедшую в 1846 году, и серию статей Александра Венцеславского «О псовой охоте», опубликованных в трёх номерах специализированного «Журнала коннозаводства и охоты» в том же 1846 году. Это были первые работы о псовой охоте на русском языке. Цитату из книги Реутта Некрасов даже сделал эпиграфом к своему стихотворению «Псовая охота». Борис Бухштаб отмечал, что особо эти авторы подчёркивают эстетику псовой охоты: «псовая охота… требует изящности и красоты форм» (Реутт), «это любовь к поэтическим картинам, выражающим быстроту, гибкость и ловкость… мчаться на лихом коне — картина; скач борзой собаки — другая; угонка зверя, рисующаяся гогартовской линией, — третья; гоньба стаи гончих — музыка, сладостная для слуха охотника» (Венцеславский).
Николай Скатов писал, что Некрасов питал особое пристрастие к собакам. Причин этого Скатов выделял две: 1) собаки были ему необходимы как охотнику, 2) он ценил «собачью» преданность, так как был хорошо знаком с предательством. Обычно он держал дорогих и породистых пойнтеров, слава о которых разносилась по всему Санкт-Петербургу. Один из великих князей просил (через друга поэта Василия Лазаревского) позволения с ними поохотиться.

## Николай Некрасов и Кадо
На могильной плите пойнтера Кадо в усадьбе Николая Некрасова Чудовская Лука высечена дата рождения пса — 15 июня 1868 года.
Популяризатор и организатор охотничьего и рыболовного дела Леонид Сабанеев в первом томе своей монографии «Собаки охотничьи, комнатные и сторожевые» (1896) писал: «По свидетельству петербургских охотников-писателей, в старину славились чёрные пойнтера Шеринга, от которого они перешли к известному поэту Некрасову, перемешавшего их с легавыми или, вернее, с сеттерами». Чёрным пойнтером Кадо был назван самим Некрасовым на установленной на его могиле каменной плите. Писатель и переводчик Мария Барыкова перечислила нескольких известных по именам пойнтеров, хозяином которых был Некрасов. В их число входил пожилой Оскар, которого слуга поэта называл капиталистом, так как был уверен со слов самого Некрасова, что хозяин оставит этому псу крупную сумму денег в банке. Позже появились избалованный чёрный пойнтер Раппо, ставший персонажем романа своего хозяина «Тонкий человек», и невоспитанный щенок Нелька, а также умный и приятный в общении Фингал, с которым Некрасов охотился. Фингал стал персонажем стихотворений «На Волге» и «Крестьянские дети» и запечатлён с хозяином на нескольких фотографиях. У поэта был также пойнтер Юрка, его Некрасов подарил крестьянину Захарову, у которого пса пытались перекупить соседние помещики. Последним пойнтером поэта стала Кирюшка. После смерти Некрасова эта сука прибежала в типографию. Наборщики её приютили и стали кормить. Кирюшка ходила с ними в чайные и харчевни. Умерла она в этой же типографии рядом с печатным станком.
Один из крестьян Чудово, Мироныч, хорошо знакомый с Николаем Некрасовым, так описывал внешность Кадо (впервые эти воспоминания были опубликованы в «Историческом вестнике» в № 3 за 1892 год): «красивый был пёс, чёрный, блестящий, сильный». Чёрный цвет указывает и другой современник поэта — Павел Ковалевский. Ирина Абрамовская и Ирина Смирнова в книге о проживании поэта в Чудовской Луке характеризуют пса как большого, чёрного, умного. Другую окраску называл кучер Некрасова: «серая с чёрными  пятнами и с ушами  чёрными». 
В издании «Некрасовский альбом», вышедшем в 1921 году под редакцией русского и советского литературоведа, специалиста по жизни и творчеству Николая Некрасова Владислава Евгеньева-Максимова, размещена фотография поэта с собакой. Под снимком имеется надпись «Некрасов со своей любимой собакой Кадо (с фотографии Тулинова, 60-е гг.)». Шерсть пса имеет светлый окрас и тёмные пятна на ушах. Однако на странице Музея-квартиры поэта на официальном сайте Всероссийского музея имени А. С. Пушкина, филиалом которого она является, эта фотография (фотобумага, фотопечать, 6,2 х 10 — лист, 5,8 х 9,4 — изображение), а также ещё несколько, сделанных с Некрасова и именно этого пса снимков в фотомастерской «Тулинов и Ко», датируются более точно — весной 1861 года и имя пса не названо. Кадо родился только в 1868 году.
Мемуарист Павел Ковалевский утверждал, что можно обоснованно говорить только о двух пристрастиях свободного в денежных средствах благодаря литературной деятельности и успешной карточной игре Николая Некрасова: охота и чёрный пойнтер Кадо. С иронией Ковалевский отмечал, что, если верить Александру Дюма, то в прошлом Некрасов испытывал симпатию ещё и к русскому писателю и искусствоведу Дмитрию Григоровичу, но этого сам мемуарист уже не застал. Кандидат филологических наук Владимир Тюрин в книге «Некрасов в Чудове» писал, что поэт любил собак, но самым любимым его псом был именно Кадо.
Хозяин позволял любимому псу практически всё. Кадо подавали во время обеда жареную куропатку или жареного рябчика, которых он съедал прямо на дорогом ковре, а иногда даже затаскивал на ещё более дорогую обивку дивана. При этом русский писатель и литературный критик Иван Гончаров часто говорил, что надо будет запомнить этот диван, чтобы в будущем на него не садиться, рискуя испортить брюки. Иногда Кадо во время обеда вскакивал и прямо на стол перед расположившимися за ним гостями. Если Кадо заболевал, то его лечением занимался известный врач, лечивший самого Некрасова. Один из чудовских крестьян вспоминал, что Николай Алексеевич и Зинаида Николаевна сидели на диване и кушали, а между ними прямо на обивке дивана ел Кадо. Николай Скатов писал, что даже избалованная Некрасовым прислуга могла позавидовать распущенности Кадо — он запрыгивал на стол и лакал воду из хрустального кувшина. Ещё один современник поэта, охотник Иван Миронов из Чудово, писал, что, когда супруги садились за стол, то и собаке ставили третий прибор. Слуги подавали ей то же, что и хозяевам. Кадо ездил с ними в одном вагоне. Его забирали с собой, даже если Некрасовы уезжали в Санкт-Петербург только на один день.
Кандидат филологических наук Ирина Абрамовская и старший научный сотрудник Чудовского филиала Новгородского музея-заповедника Ирина Смирнова в книге «„Охотник и поэт“: жизнь и творчество Н. А. Некрасова в Чудовской Луке», изданной в 2021 году, рассказывают о запомнившейся местным крестьянам привычке Некрасова. Когда он хотел расплатиться за оказанную ему кем-то мелкую услугу, то поэт кричал на весь дом: «Кадо — кошелёк!». Где бы в этот момент ни находился хозяин, пёс вскоре приносил ему кошелёк. Некрасов брал кошелёк и расплачивался. Советский исследователь жизни и творчества Некрасова Анатолий Тарасов писал, что среди множества своих собак разных пород такой чуткой и умной, как Кадо, Николай Некрасов не имел сам и не видел у других. В свою очередь, он любил и баловал пса как ребёнка.
Советский литературовед Владимир Жданов отмечал в своей книге целый ряд деталей повседневной жизни поэта, связанных с его любимым пойнтером. Он приводил слова одного из чудовских крестьян: Некрасов «любил этого чёрного пойнтера так, как любить собаку, может быть, и не следовало». Даже проходя лечение за границей сам, он не забывал узнавать о здоровье Кадо, оставшегося в Чудове, через охотившегося в этих местах Лазаревского. Жданов пересказывает эпизоды с хрустальным кувшином для пса на обеденном столе хозяев, эажаренной куропатке, съеденной на дорогих ковре или диване. Однако автор книги делает замечание: «Впрочем, всё это сообщает П. Ковалевский, мемуарист ехидный и склонный к преувеличениям». Ярославский краевед и литературный критик Вячеслав Рымашевский в книге «Знакомый незнакомец» (1996) отмечал, что Некрасов любил утренние прогулки в стёганом халате, шлёпанцах на босую ногу и вязаной красной феске с кисточкой, в руке у него был свисток-подзывка. В прогулке его обычно сопровождали ирландский сеттер Правда и пойнтер Кадо, которого он особо выделял среди своих охотничьих собак.
Ольга Ломан в статье «Усадьба Н. А. Некрасова Чудовская Лука» собрала подборку упоминаний Кадо в письмах поэта. В связи с планируемой охотой на дупеля или тетерева в июле — августе 1871 года Некрасов писал литератору Василию Лазаревскому: «Я думаю Кадо оставить дома, и поэтому приращения в собаках не будет». В одном из писем супруге брата от 10 мая 1873 года Некрасов утверждал: «Никого во всём Петербурге [мне не жалко покидать]. Жаль будет покидать только Кадошку, но очень жаль! что это за умничек, если б Вы знали!». Ещё в одном письме Василию Лазаревскому из Висбадена, написанном в июле 1873 года, поэт интересуется: «Так как Вы теперь, вероятно, в Чудове — бьёте тетеревей, то Вам ничего не будет стоить навести справки о житье-бытье вселюбезнейшего нашего Кадо. Напишите нам, друг (фр. Dieppe, poste restante [Дьепп, почтовая служба]), как он? Главное, здоров ли и не чинится ли ему каких притеснений со стороны Александра. Мои распоряжения были: Никанору занять комнату с лежанкой, дабы Кадо мог жить в комнатах и в саду. Никанору водить Кадо на охоту ежедневно, Никанора от Кадо никуды не отрывать. — Исполняются ли эти повеленья? Если слабо, то настойте на строгом их выполнении. Разумеется, са(мое) главное, чтобы собака не пропала, не запаршивела и была здорова». 1 сентября того же года новое письмо Лазаревскому открывалось запросом о Кадо: «Милейший друг, пришлите мне, пожалуйста, телеграмму — об дупелях и о Кадошке». В письме, написанном в марте 1874 года, Некрасов сообщает историку русской литературы Петру Ефремову: «Всё исполнено. Старец Пахомий принят 3[инаидой] Н[иколаевной] с подобающим уважением. Кадошка им с своей стороны весьма заинтересовался; не лает, но нюхает и смотрит с недоумением».

## Гибель Кадо
Доктор филологических наук Михаил Макеев отмечал в книге о жизни и творчестве Некрасова, изданной в 2017 году, что, хотя в 1875 году поэт был уже серьёзно болен, это ещё не мешало ему вести привычный образ жизни. Весной он, как обычно, вместе с Зинаидой Николаевной охотился в окрестностях Чудовской Луки, а летом отправился в другую свою усадьбу — Карабиху. Однако пребывание в Новгородской губернии было омрачено случайной гибелью любимого пса.
Наиболее подробное описание гибели Кадо содержится в «Воспоминаниях кучера Некрасова». Они были впервые опубликованы в «Историческом вестнике» в 1892 году, а спустя значительное время были воспроизведены в сборнике «Н. А. Некрасов в воспоминаниях современников» (1971). Автором первой публикации воспоминаний стал русский писатель-предсимволист Виктор Бибиков. Он рассказывал, что однажды в январе 1891 года нанял извозчика Фёдора, как неожиданно оказалось, хорошо знакомого с издательским делом, который, как выяснилось в процессе завязавшегося разговора, когда-то служил сначала егерем, а затем кучером у Николая Некрасова. В своих воспоминаниях кучер называл Кадо Альфой. В книге историка русской поэзии Ивана Розанова «Н. А. Некрасов. Жизнь и судьба» (1924) без объяснения причин и ссылок на источники собака также носит имя Альфа. Ситуацию проясняет племянник поэта, исследователь его творчества, сопредседатель Некрасовского комитета Союза писателей СССР Николай Некрасов, который писал в книге «Некрасовские места в России» (1971), что кучер Николая Алексеевича в своих воспоминаниях называл Кадо Альфой по ошибке. Воспоминания кучера он поместил полностью в свой очерк «Случай на охоте», опубликованный в указанной книге. Воспоминания кучера также пересказывает в своей книге о поэте Владимир Жданов. Везде в своём рассказе он называет пса Кадо. Аналогично поступил в своей книге «Некрасов в Чудово» кандидат филологических наук Владимир Тюрин. Воспоминания кучера связывали желание поэта в очередной раз заняться охотой с его проигрышами в карты. Поэт приезжал вместе со своей возлюбленной Зинаидой Николаевной в Чудово и сразу после завтрака они отправлялись вместе на охоту. При этом Зинаида Некрасова всегда переодевалась в мужской костюм.
Кадо кучер охарактеризовал как «обыкновенную лягавую собаку, серую с чёрными пятнами и с ушами чёрными», и отметил, что хотя достойных собак в имении было много, именно этого пса Некрасов больше всех любил. Кадо был умный и хорошо выдрессирован, но в этот раз едва не сбил своих хозяев с ног, как только они вышли из дома. Зинаида Николаевна поскакала галопом на болота впереди и Некрасов едва успевал за ней. Оба они смеялись и девушка показывала поэту хлыстиком на деревья, которые привлекали её внимание. Кучер ехал за ними в коляске-американке с ружьями и съестными припасами. Зинаида Николаевна первой соскочила с коня и забрала у кучера ружьё и патроны. 
Девушка зарядила оружие и побежала в лозняк, в то время когда Некрасова слуги ещё снимали из седла. Ей показалось, что поблизости поднялись в воздух, а затем снова приземлились две утки. Кадо вертелся у ног хозяина, но Некрасов сел на скамью возле сторожки и вступил в разговор с кучером и ещё одним охотником. Тогда пёс сначала ползком, потом шагом, часто оглядываясь на хозяина, а затем, пустившись в карьер, помчался в направлении хозяйки. Неожиданно прозвучал выстрел, а затем «неестественный крик» Зинаиды Николаевны и пронзительный вой Кадо. Собеседники поэта мгновенно смолкли, а он сам побледнел и стал настороженно прислушиваться. Зинаида Николаевна закричала снова, а пёс стал выть, не переставая. Некрасов упал в обморок и пришёл в себя только после того, как принесли стакан вина. 
К этому времени охотник Семён, сбегавший к возлюбленной поэта, уже вернулся и сообщил, что Зинаида Николаевна в порядке, а вот Кадо получил в живот заряд дроби, выпущенной ею. Местный крестьянин Мироныч уточнял в надиктованных в 1913 году воспоминаниях, что Зинаида Некрасова метила в тетерева, а попала во пса. Девушка зажала рану носовым платком и кричала, чтобы привлечь внимание. В это время вой собаки становился всё слабее и слабее. Выслушав известие, Некрасов помчался на крик, не разбирая дороги, изорвал одежду в лозняке, исцарапал о ветки руки и лицо. Девушка сидела на берегу, а пёс лежал у неё на коленях, из-за чего её лосины были залиты кровью. Пёс уже еле дышал. Некрасов подбежал к собаке, посмотрел ей в глаза и поцеловал её несколько раз в морду. В ответ Кадо лизнул поэта. Некрасов переложил собаку себе на колени, обхватил её тело обеими руками и, трясясь всем телом, стал кричать. Зинаида Николаевна бросилась к нему, умоляла о прощении и целовала ему ноги.
После того, как пёс издох, Некрасов положил его на траву рядом с собой и закрыл глаза. Своей возлюбленной поэт сказал: «Что ты плачешь, о чём убиваешься, в чём прощенья просишь? Эту собаку ты нечаянно убила, а каждый день где-нибудь на свете людей нарочно убивают. Нисколько на тебя не сержусь, но дай свободу тоске моей, я сегодня лучшего друга лишился». Эту сцену практически дословно цитирует в своей книге о Некрасове Николай Скатов.
Другую версию смерти Кадо излагал житель Чудово Иван Миронов, охотившийся вместе с поэтом: «Вот грех-то и приключился с Зиновеей Миколавной. На токах были, сидели в шалаше, ночью часа в два. Вышла она из шалаша, а из кустов тетёрка. Она трах, а Кадо как раз тут же крался. Взвыл пёс и кувырком. А она — батюшки! Бросилась к нему, потом к Миколаю Лексеичу — не знает, что и сказать. „Ну, говорит, что хочешь, то и делай теперь со мной“… Она после этого и охотиться перестала. А собаку мы похоронили. Как же!».
После происшествия с Кадо, по утверждению сводной сестры поэта Елизаветы Некрасовой-Рюмлинг, Некрасов Зинаиду Николаевну «не хотел совсем видеть. Разрыв между ними был близок, но как-то 3. Н. удалось остаться, как говорится, на своем посту». Смерть Кадо потрясла поэта. Работая над поэмой «Современники», он отсчитывал время от смерти пса: «Начал сатиру 5-го мая, через три дня после смерти Кадошки». По словам Павла Ковалевского, только тогда Некрасов осознал, что представляет собой настоящее горе, и понял, как чувствует себя человек, находящийся на вершине отчаяния из-за утраты дорогих существ. Поэт упал на труп любимого пса и истерически рыдал. На время Некрасов отказался от охоты и не заводил себе новую собаку. Он долго не мог забыть любимого пса. Зинаида Некрасова, хотя и отказалась после этого случая от прямого участия в охоте, но, по свидетельству современника, продолжала сопровождать Некрасова на охоте. И впоследствии поэт продолжал отсчитывать время от гибели любимого пса: «через три месяца после смерти Кадошки…», «спустя полгода…», «через год…». Писатель и переводчик Мария Барыкова утверждала, что позже ни одного упоминания о собаках в письмах и дневниках Некрасова никогда не встречается.
Над могилой рядом с усадебным домом Кадо была поставлена каменная плита с надписью: «Кадо, Чёрный пойнтер, Был превосходен на охоте, Незаменимый друг дома. Родился 15 июня 1868 г., убит случайно на охоте 2 мая 1875 г.». В отношении камня, из которого плита была высечена, преобладает мнение, что она была изготовлена из гранита. По версии литературного критика Николая Ашукина, над могилой была положена тёмно-серая мраморная плита. До Великой Отечественной войны надгробие над могилой Кадо оставалось на своём месте. Во время войны дом Некрасова уцелел, но надгробная плита исчезла. В начале 1960-х годов заведующий Чудовского районного отдела народного образования, а до этого учитель поселковой школы Иван Мальцев сумел её разыскать. Энтузиастам удалось отчистить надгробие от грязи и соорудить постамент, на котором оно было установлено.

## Стихотворения поэта, посвящённые Кадо
Имя Кадо встречается в окончательном, предназначенном для публикации варианте большого стихотворения «Уныние», посвящённого охоте. Сохранился также черновой набросок этого фрагмента, где вместо имени Кадо стоит просто «пёс»: «Когда мой пёс бежит опушкой леса». Впервые это стихотворение было опубликовано в журнале «Отечественные записки» № 1 за 1875 год с сокращением и изменением строфы V, при этом строфы VI и VII были пропущены, а подпись гласила: «Н. Некрасов». В изменённом виде оно было опубликовано в сборнике «Последние песни». Издаваемый в настоящее время вариант стихотворения был впервые опубликован в 1920 году. Сохранились многочисленные автографы стихотворения. Литературоведы датируют работу поэта над созданием стихотворения 5—13 июля 1874 года. Считается, что хотя стихотворение написано в Чудово, но в нём описана природа Грешнева, имения семейства Некрасовых под Ярославлем, где поэт жил в детстве.
Когда Кадо бежит опушкой леса

И глухаря нечаянно спугнёт,

На всем скаку остановив Черкеса,

Спущу курок —

и птица упадёт.
В окончательном варианте стихотворения «Вступление к песням 1876—77 годов» отсутствует имя уже покойного к тому времени Кадо («Угрюм мой верный чёрный пёс»), но в черновых вариантах имя Кадо в этой строке неоднократно присутствует. Например, в первоначальной редакции фрагмент звучит так: 
Друзья притворно безмятежны,

Сестра поникла головой,

Глаза жены сурово нежны,

Угрюм Кадо, любимец мой.
Считается, что стихотворение выражает переживания Николая Некрасова во время неизлечимой болезни и его мысли о призвании поэта. Стихотворение было впервые опубликовано в № 1 журнала «Отечественные записки» за 1877 год под заглавием «Вступление» и с подписью «Н. Н.». Позже оно было напечатано в первом издании сборника «Последние песни». Автограф первоначальной редакции (с упоминанием Кадо) хранится в Российской государственной библиотеке (ГБЛ, ф. 195, п. 1, № 13).
Литератор Николай Панов в оставшейся неопубликованной книге о жизни и деятельности Николая Некрасова привёл стихотворение, которое сохранилось только в записи некоего анонимного казанского студента, родившегося в Ярославле. Это стихотворение посвящено гибели Кадо.
Сражён не силой роковой

Непобедимого недуга,

Убит не вражеской рукой,

Рукою искреннего друга.

Убит Кадо! Мой верный пёс,

Мне жаль тебя, мне жаль сердечно!

Свою собачью службу нёс

Ты, в полном смысле, безупречно.

Дремля, у ног моих лежал,

Пока я довершал работу,

И громко, весело визжал,

Когда сбирались на охоту.

Тебе, бывало, нипочем —

Всё: дождь и снег, гроза, ненастье,

Со мной ходил ты под ружьём,

И я имел в охоте счастье.

Достоин ты больших похвал

За ум, за свой характер твёрдый,

За то, что рабски не лизал

Мне руки, благородно гордый…

Убит Кадо! Кадо убит!

Погиб навеки пёс мой верный,

Но он и мёртвый пристыдит

Нас, многих, верностью примерной.
Сам Николай Панов сомневался в принадлежности этого стихотворения Некрасову, но приводил аргументы и в пользу такой точки зрения. Профессор Ленинградского государственного университета Владислав Евгеньев-Максимов также считал, что данное стихотворение вряд ли может быть приписано Некрасову. Исследователь, однако, задавался риторическим вопросом: «Если не Некрасов, то кто же его тогда сочинил?». Сочинитель стихотворения знал, как любил Некрасов Кадо, а также обстоятельства, при которых пёс погиб. Таким человеком мог быть сам Николай Панов, которому принадлежит переработка части стихов из поэмы «Кому на Руси жить хорошо», но никаких оснований считать, что Панов был способен на мистификацию, нет. Нет и конкретных данных за то, что стихотворение сочинено другим лицом. Вывод исследователя: есть «известные основания относить его к числу приписываемых Некрасову стихотворений, к числу Dubia». Допускал принадлежность этих стихов Некрасову и кандидат филологических наук Владимир Тюрин.

## В культуре

### В художественной литературе
Главным героем повести «Вечера в Колмове» советского писателя Юрия Давыдова является современник Некрасова Глеб Успенский, писатель и публицист, близкий к народническому движению. Описаны встречи Кадо с Успенским в петербургской квартире поэта. «Здравствуйте, Кадо… Здравствуйте, маркиз… Вы славный, вы замечательный», — обращался Успенский в повести к псу, приходя к Некрасову в гости. Давыдов угадывал нечто «старофранцузское, аристократическое, гобеленное». Глаза пса охарактеризованы автором книги как «пегие, философически-печальные». В отличие от «плоскомордого» швейцара, делившего посетителей на «плюгавых» и «настоящих», Кадо был доброжелателен к каждому, кто приходил к его хозяину, и облаивал только чиновников из цензурного ведомства. Успенский в повести гладит пса по спине и чешет у него за ушами. Он усматривает сходство между Некрасовым и его любимым чёрным пойнтером: «поджарый, сухой, весь в напряжении». Также с Кадо Успенский сравнивает мебель из ценных пород дерева во флигеле заброшенного дома де Волланов. Сходство он связывал с французским происхождением мебели, которую де Волланы сумели вывезти со своей родины после начала Великой французской революции.
В своей повести Юрий Давыдов дважды рассказывает о «могильном камне» над местом, где был похоронен Кадо, рядом с господским домом в Чудовской Луке. Писатель противопоставляет снисходительную доброту пса в петербургской квартире Некрасова его же «страстности» во время охоты. Писатель упоминает и о гибели Кадо от шальной охотничей пули.
Советская детская писательница Нинель Максименко в рассказе «Горе старой Орины» из сборника «Праздники и будни поэта Николая Некрасова» описывает охоту Николая Некрасова, крестьянина Кузьмы и пойнтера Кадо на тетеревов. Действие происходит в сентябре 1863 года [в действительности, Кадо к этому времени ещё даже не родился]. Охотники выходят на моховое болото и Кадо начинает втягивать в себя воздух «раздувающимися ноздрями», но не проявляет особого беспокойства. Неожиданно пёс вытягивается и замирает носом к кустарнику, не реагируя даже на отданную ему вполголоса команду. Это указывает хозяину, что там находятся птицы. Когда охотники подкрадываются к кустарнику и становятся друг к другу спиной, оттуда вылетает сразу несколько птиц. Точные выстрелы заставляют возбуждённого охотой пса быстро мчаться в направлении подстреленных птиц, а затем складывать их у ног хозяина. Возвращаясь с охоты, Кадо, чувствуя грустное настроение Некрасова, время от времени подбегает к нему и тыкается «покатым лбом» в руку поэта.
Советский писатель Николай Смирнов написал рассказ «Гибель Кадо», вошедший в сборник «Золотой Плёс» (1982). Начинается повествование с характеристики пса: он — «артист» на охоте с «пронзительным верхним чутьём». Кадо держит стойку бесконечно, «с улыбкой» подаёт битую дичь. В доме он послушен и деликатен. Некрасов читает ему стихи, а пёс с вниманием слушает, приподняв уши и глядя на хозяина благодарными глазами (похожими на «смугло-золотые орехи»). Когда поэт работает, то Кадо лежит у его ног. По приказу хозяина он относит в зубах книгу Зинаиде Некрасовой и получает за это кусок сахара. В описании гибели Кадо в Чудовской Луке Смирнов почти дословно следует версии кучера Некрасова.
Саратовский краевед и писатель Геннадий Мишин пересказывает рассказ кучера Некрасова в своём очерке «Милый и единственный друг» (расширенный вариант, предназначенный для публикации в сборнике очерков Мишина, созданных в разные годы, получившем название «Событий и судеб сплетенье»), посвящённом Зинаиде Некрасовой, как историю, якобы сообщённую самой Зинаидой Николаевной от первого лица своей домохозяйке А. В. Озолиной, у которой супруга поэта квартировала в последний год своей жизни. При этом Кадо в её рассказе оказывается не кобелем, как в рассказах большинства авторов, а сукой: «Чуть ветки качнулись, я вскинула ружьё в ту сторону и нажала курок. И тут вижу, что выстрел угодил не в утку, а в Кадо, пробегавшую через кусты».

### В изобразительном искусстве
Государственный каталог Музейного фонда Российской Федерации, характеризуя скульптуру Петра Криворуцкого «Некрасов с собакой на охоте», созданную в 1971 году (металл, заводское литьё, размер 22,5 × 16 × 10 см, в госкаталоге № 12741606, по КП (ГИК): КОКМ ОФ 10649), так описывает её: «На прямоугольном основании скульптурная группа: сидящий на пне русский поэт и писатель Н. А. Некрасов (1821—1877), у ног которого сидит его любимая собака ирландский пойнтер Кадо. Собака положила свою голову на правую ладонь писателя. Между ног Некрасова стоит двухствольное ружьё. Левой рукой писатель опирается на колено, слегка наклонив тело».
Трактовка скульптуры, оригинал которой был создан в 1951 году, как изображения Некрасова и Кадо встречается в путеводителях и в сочинениях писателей-популяризаторов. Один из них, Владимир Бульванкер, опубликовал в 1991 году в издательстве «Детская литература» книгу «От кота до кита. О памятниках животным». Одна из её глав носит название «Я потерял друга». Она посвящена гибели пойнтера Кадо. Очерк близко к тексту пересказывает воспоминания кучера Некрасова. Бульванкер объяснял установку памятника скульптора Петра Криворуцкого, на котором пёс доверчиво положил голову к коленям поэта, на территории бывшей усадьбы поэта Чудовская Лука событиями истории гибели Кадо. Член правления Ассоциации гидов-переводчиков, экскурсоводов и тур-менеджеров Павел Марцев также утверждает в путеводителе для детей по Золотому кольцу сразу после рассказа о гибели Кадо: «Бронзовый памятник в большом доме в Карабихе изображает его [Некрасова] в охотничьих сапогах, с ружьём и той самой собакой». Путеводитель «Новгородская область», вышедший в 2006 году уже пятым изданием, не сомневается, что рядом с поэтом изображён Кадо. Кандидат педагогических наук Наталья Граш в книге «Чтение и развитие речи. Учебник для 4-го класса специальных (коррекционных) образовательных учреждений I вида» (2014) также не выражает сомнений, что на скульптуре (её фотография размещена на странице учебника) изображены именно Некрасов и Кадо, поэтому предлагает школьникам спросить у учителя, почему они изображены вместе.